# Combretum duarteanum
Combretum duarteanum är en tvåhjärtbladig växtart som beskrevs av Jacques Cambessèdes. Combretum duarteanum ingår i släktet Combretum och familjen Combretaceae. Inga underarter finns listade i Catalogue of Life.